# Westbam

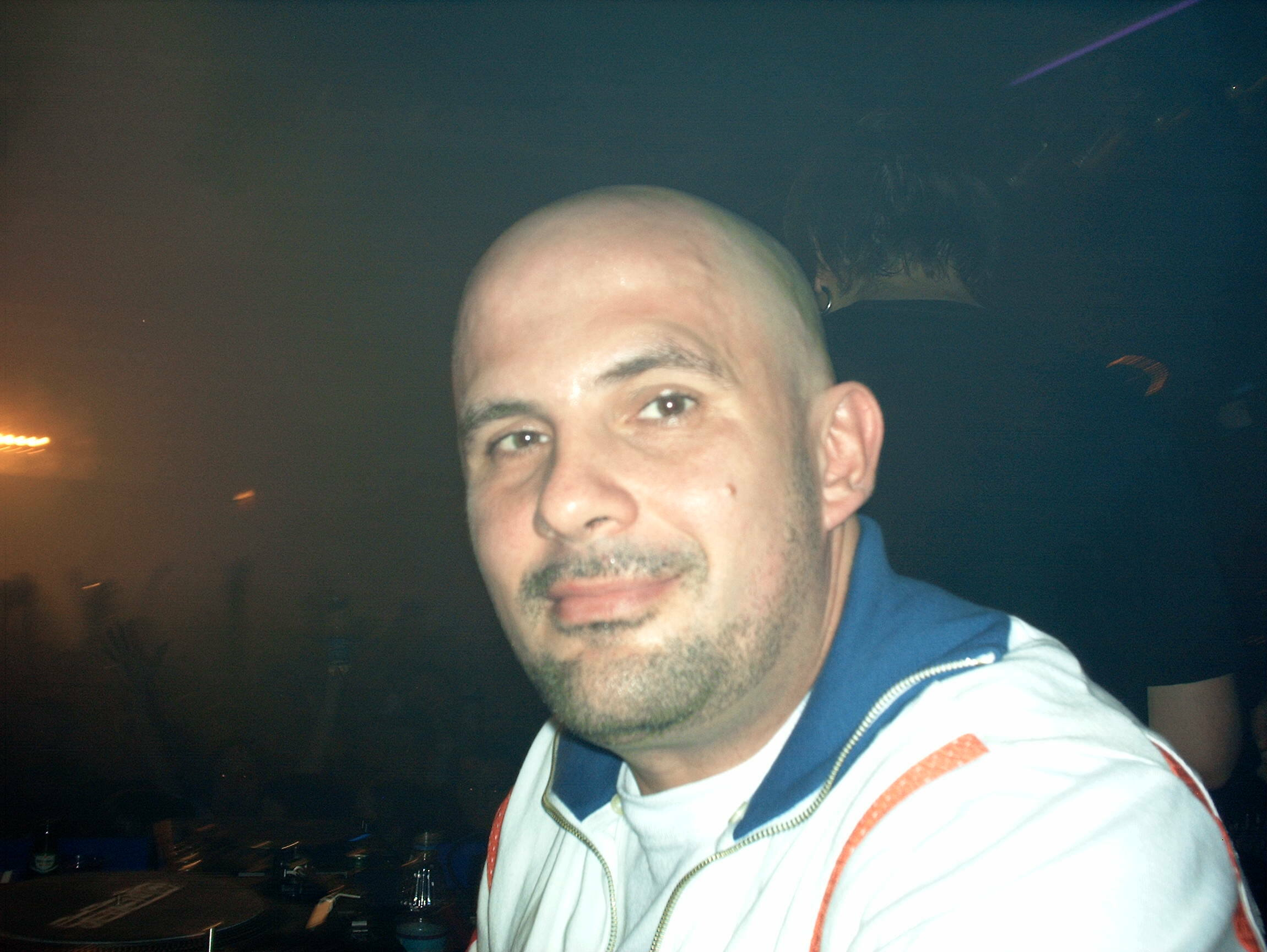
WestBam vid ett uppträdande i KuFa i Saarbrücken (2004)

WestBam, född 4 mars 1965 i Münster, Tyskland; till vardags Maximilian Lenz, är en av Tysklands mest framgångsrika och populäraste DJ:ar, skivbolaget Low Spirits ägare, tidigare arrangör av technofestivalen Mayday (nuvarande arrangör: i-Motion), musiker och författare. Pseudonymen WestBam är en förkortning av Westfalia Bambaataa taget från hans förebild Afrika Bambaataa. Hans bror Fabian Lenz har också varit DJ under namnet DJ Dick.

## Biografi

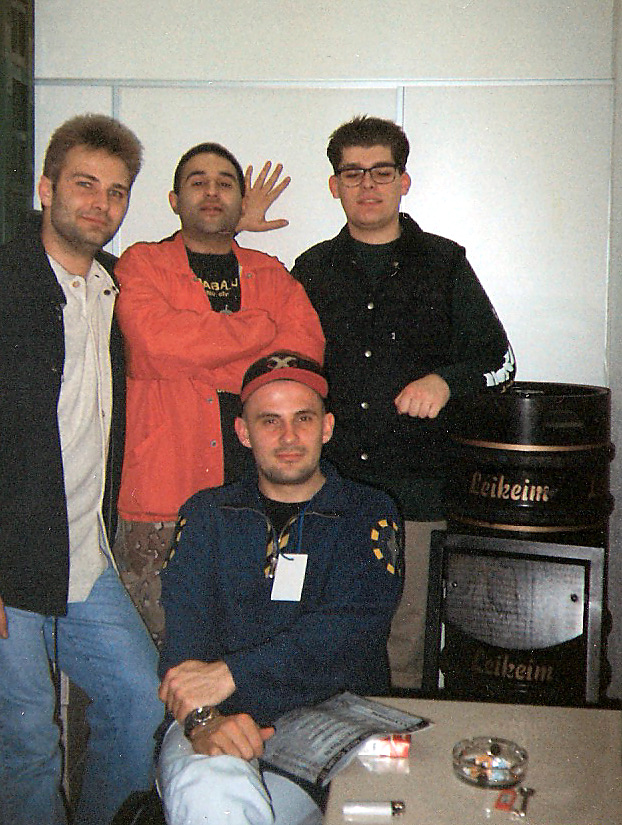
Westbam (i förgrunden) 1995 tillsammans med (från höger) Roy Ströbel från Raver's Nature och Armin Mostoffi från Frontpage. Bakom scenen vid Sunset-Club.

Sitt första stora framträdande hade WestBam den 4 september 1981 inför över 1000 åskådare som medlem i det Münsterbaserade bandet Kriegsschauplatz Tempodrom (Krigsskådeplats Tempodrom) vid festivalen Geniale Dilletanten i Tempodrom i Västberlin. Genom festivalen blev band från Berlin t.ex. Einstürzende Neubauten, Die Tödliche Doris och soloartister som Frieder Butzmann kända för första gången för en bredare publik.
Westbams karriär som DJ började 1983 i hans hemstad Münster. 1984 flyttade han till Västberlin. Hans första skivsläpp 17 - This Is Not A Boris Becker Song gjorde han tillsammans med sin vän Klaus Jankuhn, som han lärt känna under skoltiden. Skivan släpptes på hans eget skivbolag Low Spirit.
1985 följde han kortvarigt med återförenade EBM-Pioniere Deutsch-Amerikanische Freundschaft (D.A.F.) på Europaturné och 1987 samarbetade han och hans partner Klaus Jankuhn med D.A.F.-sångaren Gabi Delgado-López på D.A.F.s maxisingel The Gun, vilken vanligen klassas som den allra första tyska house-skivan. Därefter följde flera solosläpp till exempel Monkey Say Monkey Do, Disco Deutschland och Der Bundespräsidenten-Mix, med vilka han grundade sin karriär som framgångsrik techno/house-producent.
Goethe-Institutet skickade WestBam som tyskt kulturbidrag till OS 1988 i Seoul.
Våren 1989 släpptes det första DJ-konceptalbumet The Cabinet. Hans första på försäljningslistorna framgångsrika singel blev Celebration Generation 1993. En stor listefterföljare noterade han med Members of Mayday och titelspåret Sonic Empire, nådde en förstaplasts på de tyska försäljningslistorna 1997.

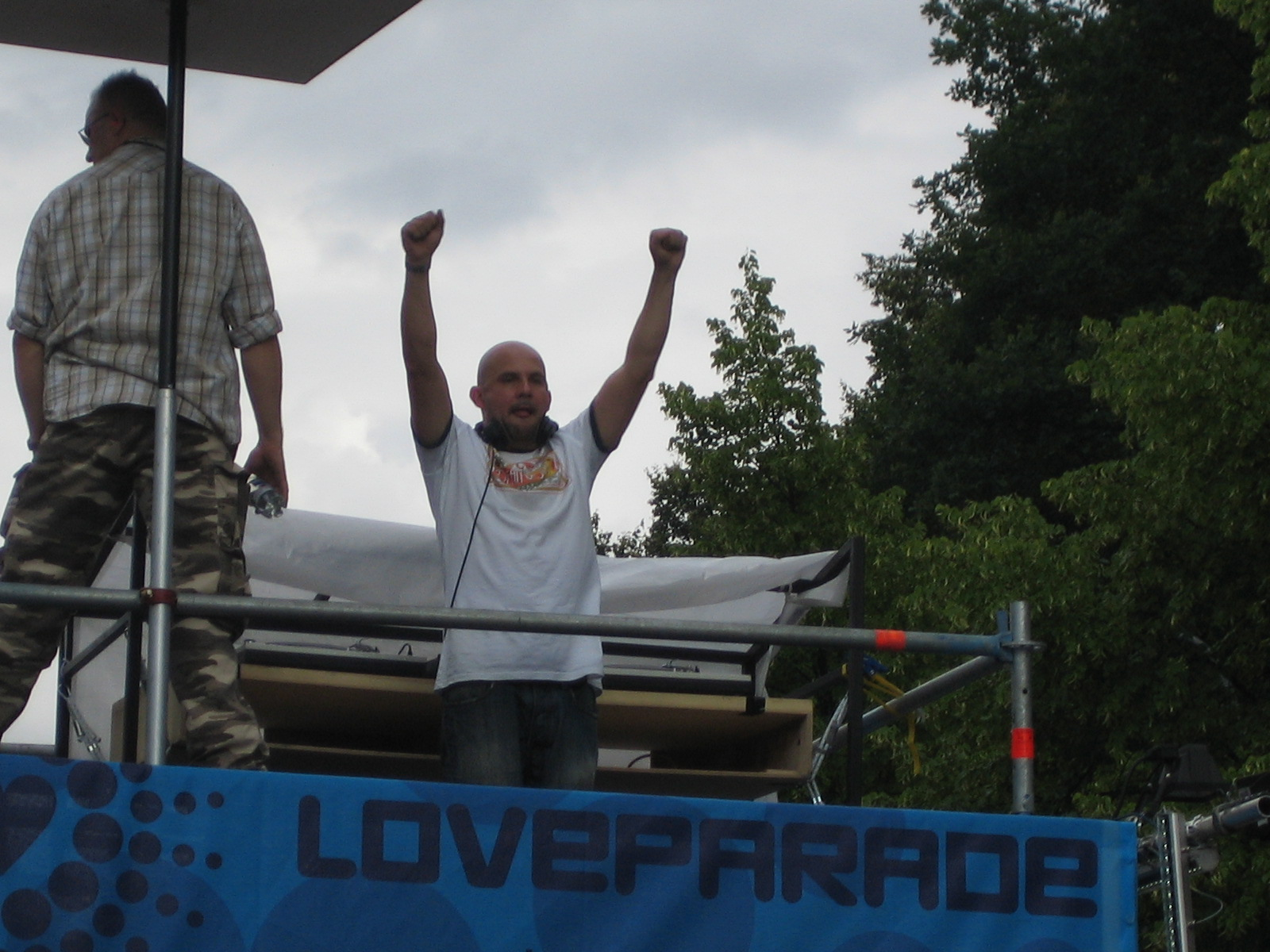
Westbam på Loveparade 2006 i Berlin

Det första Mayday arrangerade Westbam 14 december 1991 i Berlin-Weißensee. Namnet på tillställningen Mayday uppkom då som en "demonstration" för den tänkta räddningen av radiostationen DT64. Radiostationen blev trots arrangemanget/räddningsaktionen nedlagd. "Mayday" fortsatte de kommande året och nådde sin första höjdpunkt 1994 under mottot Rave Olympia i Westfalenhallen i Dortmund. Kritiker kallade tillställningen och den då anknutna merchandisingen som en "utförsäljning av technon". De av WestBam främjade artisterna, som Marusha, Rolf Maier Bode och DJ Hooligan, nådde på 1990-talet höga placeringar på de tyska försäljningslistorna.
"Mayday" är sedan dess en fest inom rave-scenen. Tillsammans med organisatören Jürgen Laarmann, tidigare Techno-Magasinet Frontpages utgivare, skrev WestBam 1994 "Raving Society" och profiterade en ny affärsmodell baserad på technokulturen. Det var inte en måttstock på hur stort det konstnärliga deltagandet var i "Mayday", utan gemensam produktion med Klaus Jankuhn under namnet Members of Mayday, hymn till de rådande tillställningarna. Jürgen Laarmann lämnade Mayday Veranstaltungsservice und Musikproduktions GmbH i mitten av 1990-talet på grund av uppfattningen om grundarna och om vidareutveckling av verksamheten. Nära "Mayday" arbetade WestBam med socialt arbete i Love Parade och producerade tillsammans med Dr. Motte under namnet Love Committee de årliga hymnerna.

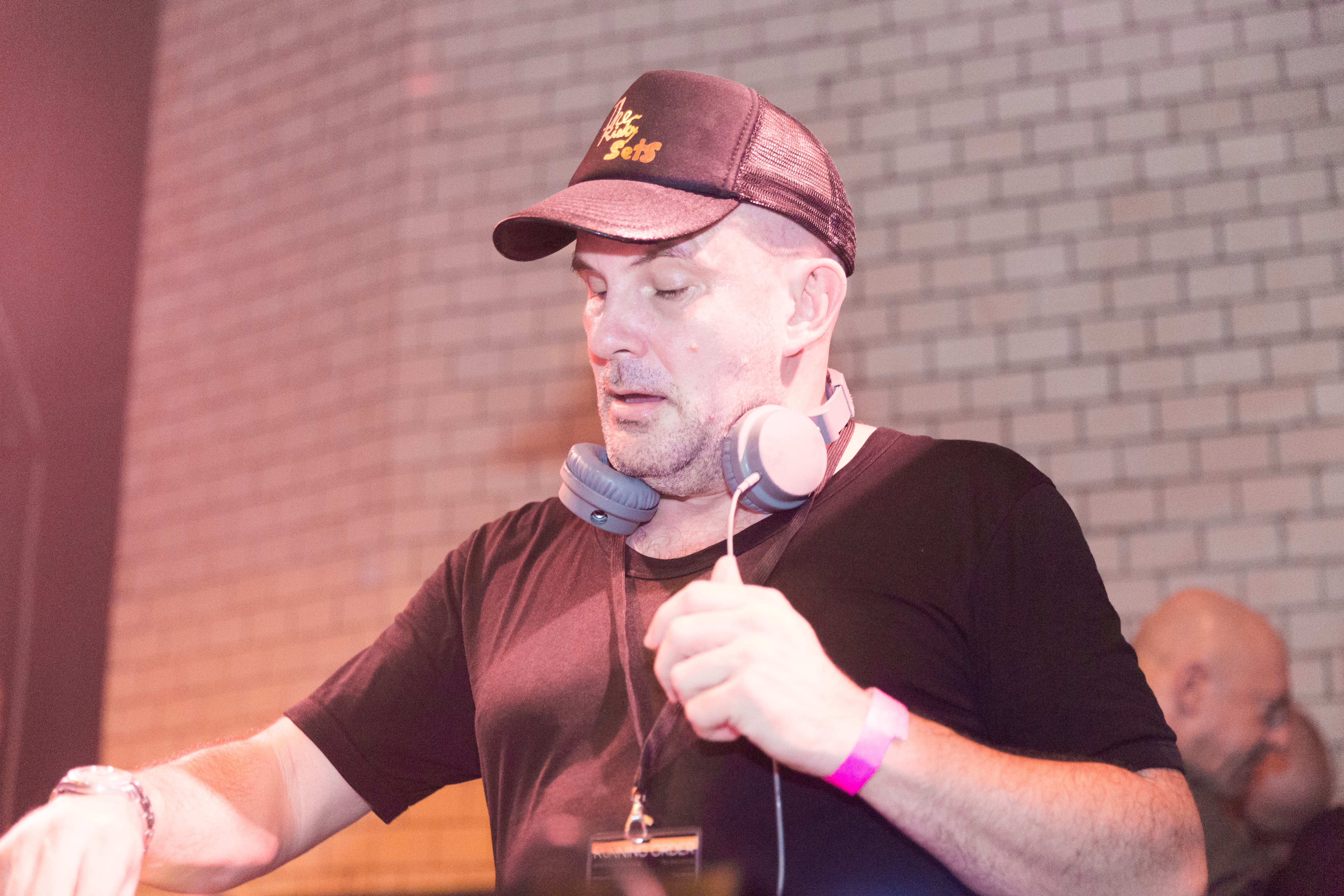
WestBam, 2016

Westbam etablerade på den ur Low-Spirit kommande sublabeln Electric Kingdom en ny technounderkategori: technoelectro, beskriven som mix av rock, hiphop och techno. På den under tiden indragna sublabeln "Fire" skulle därefter hårdare rave från artister som  Ravers Nature eller Hardsequencer släppas.
Under namnet Mr. X & Mr. Y arbetar Westbam sedan 1996 tillsammans med Afrika Islam.
Hans första bok med titeln "Mixes, Cuts & Scratches", släppte Westbam i februari 1997. Den innehöll förutom egna texter av Westbam, även intervjuer av Rainald Goetz om konst, arbete och livet som DJ. På senare år har han träffat Afrika Bambaataa, för att förverkliga projektet I.F.O..
Båda släppte maxi-singeln Agharta The City Of Shamballa.
Även om Westbam är av de viktigaste företrädarna för DJ-kulturen, presenterade han 2005 sitt album Do you believe in the Westworld, för många överraskade på en turné med ett band bestående av trummor, elbas, Klaus Jankuhn på dator/laptop och sig själv som MC, Master Of Ceremonies.

## Diskografi
- 17 - This Is Not a Boris Becker Song
- The Gun (mit DAF)
- The Pro Projekt Remix (av Arnold Fritsch)
- Monkey Say Monkey Do
- Disco Deutschland
- Der Bundespräsidentenmix
- The Roof Is on fire
- No More Fucking Rock'n'roll
- The Cabinet
- And Party
- Heavy Mental
- My Life of Crime
- Let Yourself Go
- Endlos
- Found a Lover
- I Can't Stop
- The Mayday Anthem
- A Practising Maniac at Work
- Celebration Generation
- Wizards of the Sonic
- Bam Bam Bam
- Hands on Yello - Bostich
- Always Music
- Terminator
- Born to Bang
- Hard Times
- Crash Course
- We'll Never Stop Living This Way
- Beat Box Rocker
- Love Bass
- Like Ice (in the Sunshine)
- Oldschool, Baby (mit Nena)
- Dancing with the Rebels
- Do You Believe in the Westworld
- United States of Love (Loveparade 2006) (feat. The Love Committee)
- Love Is Everywhere (New Location) (Loveparade 2007) (feat. The Love Committee)
- Computerstaat (feat. Niels Ruf)
- Highway to Love (Loveparade 2008) (feat. The Love Committee)

Därutöver producerar Westbam tillsammans med Klaus Jankuhn som Members of Mayday, tillsammans med Afrika Islam som Mr. X & Mr. Y, tillsammans med Takkyu Ishino som Takbam och tillsammans med Dr. Motte som Dr. Motte & WestBam/The Love Committee